# De Moft
De Moft is een Nederlands Natura 2000-natuurgebied op de stuwwal ten oosten van Bennekom en Wageningen en ten westen van het Renkums Beekdal. Het bosgebied van De Sijsselt vormt het noordelijke deel van de Moft. De uiterwaarden van de Rijn vormen het zuidelijkste deel. Het gebied ligt in de zuidwesthoek van de Veluwe en beslaat circa 1500 hectare. 
Dit artikel behandelt de ecologische, geomorfologische en cultuurhistorische aspecten zo veel mogelijk in samenhang.

## Historische begrenzing
De Moft - of Moffet - als naam komt voor sinds 996 n.Chr.
Heel oude tracés die deels nog herkenbaar zijn vormen de begrenzing van de Moft, later ook wel Moftbos geheten. In de 16e en 17e eeuw duikt in het Gelders Archief als naam "de Moft" op. Het gebied was eigendom van het gewest Gelre en daarvoor van de hertog van Gelre. De beschrijving hieronder gaat uit van de situatie zoals bekend uit de kaarten van Witteroos (1570) en Van Geelkercken (1649) in het Gelders Archief. De rechten van grondeigendom (domeinen) en de kansen die boeren zagen om de grond te cultiveren hebben voor een groot deel de grenzen bepaald.

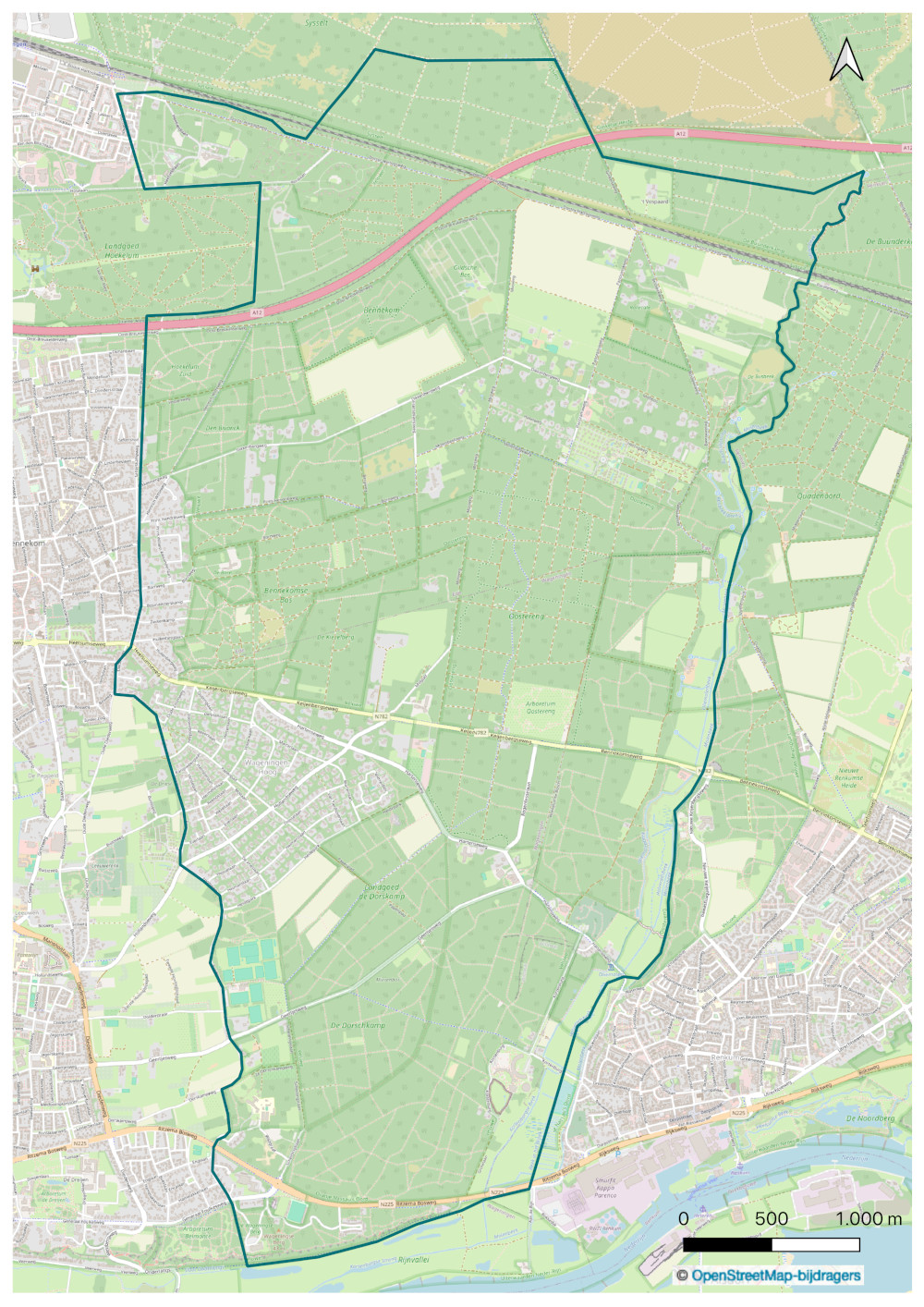
De grenzen van de Moft gebaseerd op de kaarten van Witteroos (1570) en Van Geelkercken (1649), Gelders Archief. Rode lijn: A12. Rechte lijn bovenin: spoorlijn Ede-Wageningen Arnhem. Als lichte vlekken zijn bemeste akkers te zien waaronder het Land van Peelen.

Aan de zuidkant vormen de uiterwaarden van de Rijn een natuurlijke grens die door de eeuwen heen niet echt is gewijzigd. Vanaf de Rijn naar het noorden is de westgrens cultuurhistorisch van belang. De bewoners daar kozen hun vestigingsgebied laag op de stuwwal, maar niet in de Gelderse Vallei. In die strook bleek het mogelijk landbouw te bedrijven. Deze cultuurgronden werden en worden engen genoemd. Om de oogst te beschermen werden volgens een standaard bestek wildwallen opgeworpen om het wild van de Moft buiten de engen te houden. De wildwal van Wageningen tot Meulunteren, de langste van Nederland, was de grens van de Moft. Erlangs liepen paden, die zich later hebben ontwikkeld tot de Zoomweg en de Selterskampweg, die dus deze oude grens volgen. Het gedeelte waar nu Wageningen-Hoog ligt, lag dus helemaal binnen de grenzen van het domeinbos de Moft, maar maakt nu geen deel uit van het Natura 2000-gebied.
Bij Hoekelum is er een hap uit de Moft genomen omdat een bewoner van Hoekelum jagermeester van de Veluwe was. Als vazal kreeg hij een stuk grond van de landsheer, het gewest Gelre, dat hiermee steun kocht. 
De Sijsselt hoorde vanaf 1427 niet meer bij de domeingrond van de Moft maar kwam in handen van de graven van Kernhem . De zuidgrens van de Sijsselt vormde van toen af aan de noordgrens van de Moft. Verder naar het oosten bepaalt de Ginkelse Heide de noordgrens van de Moft. Die heide, vroeger het Ginkelsche Veld genoemd, hoorde niet meer bij de Moft want deze was in bezit van de buurschappen.
De oostgrens van de Moft liep door het beekdal naar het zuiden. De grens valt daar tot aan Quadenoord samen met wat nu de grens is tussen de gemeenten Renkum en Ede. Ongeveer vanaf Quadenoord loopt het beekdal, daar vanouds de grens tussen de Moft en het gebied naar het oosten over het terrein van de gemeente Renkum. Waar de grens van de Moft met de Hartenseweg kruist en doorloopt naar het zuiden tot aan de Bokkedijk bij Renkum  valt de grens van de Moft samen met wat nu de gemeentegrens tussen Renkum en Wageningen is. 
Her en der zijn nog resten van de wildwal te zien. Bijvoorbeeld langs de Zoomweg, bij Hoekelum, waar vroeger de grens rechtdoor liep en richting de Sijsselt en tussen de vroegere kazerneterreinen en het bosgebied van de Sijsselt.
Een interessante wetenswaardigheid is nog dat 

## De stuwwal
Het gehele Moftgebied ligt ten minste 19 meter boven NAP en het hoogste punt is 60 meter. De westflank loopt af richting Gelderse Vallei en de oostflank loopt af naar het Renkums Beekdal. In lang vervlogen tijden lagen aan de voet van de flanken de bewoonde nederzettingen. Daar was landbouw mogelijk, met name doordat daar de vochtigheid van de bodem iets hoger was dan bovenop de stuwwal. Het landbouwgebied liep door tot aan de wildwal.

## Huidige natuurwaarden van de Moft
Het merendeel van de huidige bossen stamt uit de 19e eeuw en was als productiebos bedoeld. Bij de boseigenaren bestaat in de jaren 2020 belangstelling om tot een meer gevarieerd bos te komen, met bomen en struiken die beter klimaatbestendig. Op kleine schaal wordt met deze transitie geëxperimenteerd. Een aantal kleinere open percelen heeft de bestemming van kruiden- en faunarijke akker of grasland. In de naaldhoutpercelen worden op een aantal plaatsen restanten gevonden van uitgegroeid eikenhakhout als herinnering aan de oudste  productiebossen van voor 1800. 
Verder kent de Moft gebiedjes in de orde van één of een paar hectare die bekend staan om hun biodiversiteit. Daar is heide en daaraan gerelateerde vegetatie dominant. Het betreft onder meer De Heide, door de gemeente Ede verklaard tot Mierenreservaat, de Franse Kamp, Hullenberg heide en heide bij Oostereng. In het verleden is het gebied voor groot deel ook begroeid met heide. 
Plekken met Amerikaanse eik met daaronder een dik pakket verstikkend loof zijn uitgesproken arm aan leven. Hetzelfde geldt voor delen met fijnspar, die gedeeltelijk aan het afsterven zijn.

## Geomorfologische elementen

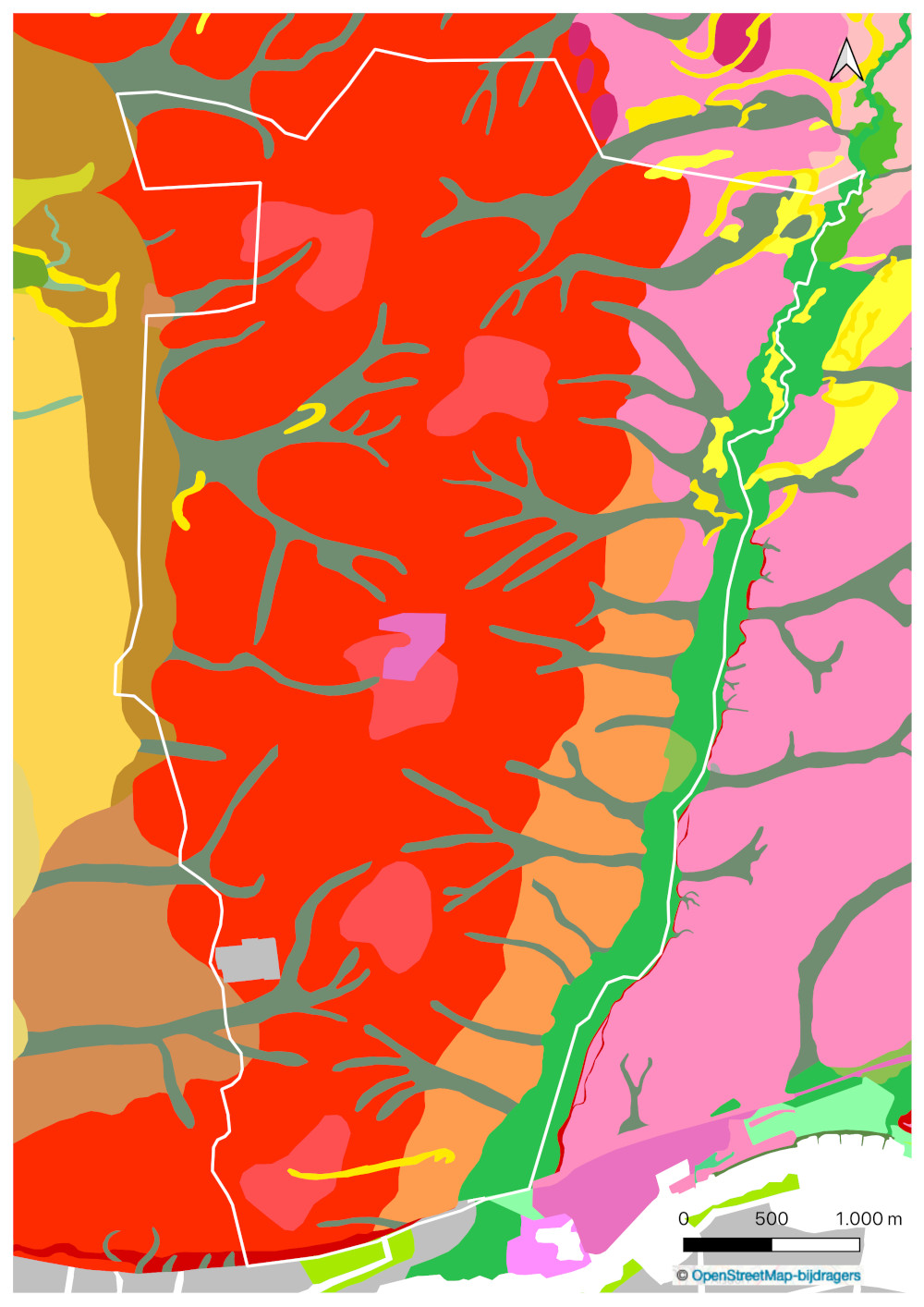
Duidelijk zichtbare droogdalen

Aamsveen (gebiedsnummer 55)
· Abdij Lilbosch & voormalig Klooster Mariahoop (151)
· Abtskolk & De Putten (162)
· Achter de Voort, Agelerbroek & Voltherbroek (47)
· Arkemheen (56) 
· Bakkeveense Duinen (17)
· Bargerveen (33)
· Bekendelle (63)
· Bemelerberg & Schiepersberg (156)
· Bergvennen & Brecklenkampse Veld (46)
· Biesbosch (112)
· Binnenveld (voorheen Bennekomse Meent) (65)
· Boddenbroek (52)
· Het Bossche Broek (132)
· Boetelerveld (41)
· Boezems Kinderdijk (106)
· Borkeld (44)
· Boschhuizerbergen (144)
· Botshol (83)
· Brabantse Wal (128)
· Broekvelden, Vettenbroek & Polder Stein (104)
· Bruine Bank (168)
· Brunssummerheide (155)
· Bunder- en Elslooërbos (153)
· Buurserzand & Haaksbergerveen (53)
· Canisvlietse Kreek (125)
· Coepelduynen (96)
· De Bruuk (69)
· Deelen (14)
· De Alde Feanen (13)
· De Wilck (102)
· Deurnsche Peel & Mariapeel (139) 
· Dinkelland (49)
· Doggersbank (164)
· Donkse Laagten (107)
· Drents-Friese Wold & Leggelderveld (27)
· Drentsche Aa-gebied (25)
· Drouwenerzand (26)
· Duinen Ameland (5) 
· Duinen Den Helder-Callantsoog (84)
· Duinen en Lage Land Texel (2) 
· Duinen Goeree & Kwade Hoek (101) 
· Duinen Schiermonnikoog (6) 
· Duinen Terschelling (4) 
· Duinen Vlieland (3) 
· Dwingelderveld (30)
· Eemmeer & Gooimeer Zuidoever (77)
· Eilandspolder (89)
· Elperstroomgebied (28)
· Engbertsdijksvenen (40) 
· Fochteloërveen (23)
· Friese Front (166)
· Gelderse Poort (67)
· Geleenbeekdal (154)
· Geuldal (157)
· Grensmaas (152)
· Grevelingen (115)
· Groot Zandbrink (80)
· Groote Gat (124)
· Groote Peel (140) 
· Groote Wielen (9)
· Haringvliet (109)
· Holtingerveld (29)
· Hollands Diep (111)
· IJsselmeer (72)
· Ilperveld, Varkensland, Oostzanerveld & Twiske (92)
· Kampina & Oisterwijkse Vennen (133)
· Kempenland-West (135)
· Kennemerland-Zuid (88)
· Ketelmeer & Vossemeer (75)
· Klaverbank (165)
· Kolland en Overlangbroek (81)
· Kop van Schouwen (116)
· Korenburgerveen (61)
· Krammer-Volkerak (114)
· Kunderberg (158)
· Landgoederen Brummen (58)
· Landgoederen Oldenzaal (50)
· Langstraat (130)
· Lauwersmeer (8)
· Leekstermeergebied (19)
· Leenderbos, Groote Heide & De Plateaux (136)
· Lemselermaten (48)
· Lepelaarplassen (79)
· Leudal (147)
· Liefstinghsbroek (21)
· Lingegebied en Diefdijk Zuid (70)
· Loevestein, Pompveld & Kornsche Boezem (71)
· Lonnekermeer (51)
· Leemkuilen (131)
· Loonse en Drunense Duinen (131)
· Maasduinen (145)
· Maas bij Eijsden (167)
· Manteling van Walcheren (117)
· Mantingerbos (31)
· Mantingerzand (32)
· Markermeer & IJmeer (73)
· Markiezaat (127)
· Meijendel & Berkheide (97)
· Moerputten (132)
· Meinweg (149)
· Naardermeer (94)
· Nieuwkoopse Plassen & De Haeck (103)
· Noorbeemden & Hoogbos (161)
· Noordhollands Duinreservaat (87)
· Noordzeekustzone (7) 
· Norgerholt (22)
· Oeffelter Meent (141)
· Olde Maten & Veerslootslanden (37)
· Oostelijke Vechtplassen (95)
· Oosterschelde (118)
· Oostvaardersplassen (78)
· Oude Maas (108)
· Oudegaasterbrekken, Fluessen en omgeving (10)
· Oudeland van Strijen (110)
· Polder Westzaan (91)
· Polder Zeevang (93)
· Regte Heide & Riels Laag (134)
· Roerdal (150)
· Rottige Meenthe & Brandemeer (18)
· Sallandse Heuvelrug (42)
· Sarsven en De Banen (146)
· Savelsbos (160)
· Schoorlse Duinen (86)
· Sint-Jansberg (142)
· Sint Pietersberg & Jekerdal (159)
· Sneekermeergebied (12)
· Solleveld & Kapittelduinen (99)
· Springendal & Dal van de Mosbeek (45)
· Stelkampsveld (60)
· Strabrechtse Heide & Beuven (137)
· Swalmdal (148)
· Teeselinkven (59)
· Uiterwaarden IJssel (38)
· Uiterwaarden Lek (82)
· Uiterwaarden Neder-Rijn (66)
· Uiterwaarden Waal (68)
· Uiterwaarden Zwarte Water en Vecht (36)
· Ulvenhoutse Bos (129)
· Van Oordt's Mersken (15)
· Vecht- en Beneden-Reggegebied (39)
· Veerse Meer (119)
· Veluwe (57)
· Veluwerandmeren (76)
· Vlakte van de Raan 163)
· Vlijmens Ven (132)
· Vogelkreek (126)
· Voordelta (113) 
· Voornes Duin (100) 
· Waddenzee (1) 
· Weerribben (34)
· Weerter- en Budelerbergen & Ringselven (138)
· Westduinpark & Wapendal (98)
· Westerschelde & Saeftinghe (122)
· Wieden (35)
· Wierdense Veld (43)
· Wijnjeterper Schar (16)
· Willinks Weust (62)
· Witte en Zwarte Brekken (11)
· Witte Veen (54)
· Witterveld (24) 
· Wooldse Veen (64)
· Wormer- en Jisperveld & Kalverpolder (90)
· Yerseke en Kapelse Moer (121)
· Zeldersche Driessen (143)
· Zoommeer (120)
· Zouweboezem (105)
· Zuidlaardermeergebied (20)
· Zwanenwater & Pettemerduinen (85)
· Zwarte Meer (74)
· Zwin & Kievittepolder (123)